# ß-lactàmic

Estructura del nucli de les penicil·lines (dalt) i cefalosporines (avall). L'anell β-lactama en vermell.

Un β-lactàmic és un antibiòtic que conté un nucli amb anell de β-lactama en la seva estructura molecular. Són β-lactàmics els derivats de la penicil·lina (penams), cefalosporines (cefems), monobactams, i carbapenems. Els β-lactàmics funcionen inhibint la síntesi de la paret cel·lular dels bacteris i és el grup més usat entre els antibiòtics.
Els bacteris sovint desenvolupen resistència als β-lactàmics sintetitzant l'enzim β-lactamasa, aquest enzim ataca l'anell β-lactama. Per evitar-ho aquests antibiòtics sovint porten inhibidors de la β-lactamasa com per exemple l'àcid clavulànic.

## Nomenclatura
Els β-lactàmics es classifiquen segons l'estructura del nucli de l'anell.
- β-lactàmics fosos a anells saturats de cinc anells:
  - β-lactàmics contenint tiazolidina es diuen penams.
  - β-lactàmics contenint anells de pirrolidina es diuen carbapenams.
  - β-lactàmics fusionats a anells de oxazolidina es diuen oxapenams or clavams.
- β-lactàmics fosos a anells insaturats de cinc anells:
  - β-lactàmics contenint anells 2,3-dihydrotiazol es diuen penems.
  - β-lactàmics contenint 2,3-dihidro-1H-pirrole es diuen carbapenems.
- β-lactàmics fosos a anells insaturats de sis anells:
  - β-lactàmics contenint 3,6-dihidro-2H-1,3-tiazina es diuen cefems.
  - β-lactàmics contenint 1,2,3,4-tetrahidropiridina es diuen carbacefems.
  - β-lactàmics contenint 3,6-dihidro-2H-1,3-oxazina es diuen oxacefems.
- β-lactàmics no fosos amb altres anells són els monobactams.